# Kopinata partirubra
Kopinata partirubra är en stekelart som beskrevs av Boucek 1988. Kopinata partirubra ingår i släktet Kopinata och familjen bredlårsteklar.
Artens utbredningsområde är Papua Nya Guinea. Inga underarter finns listade i Catalogue of Life.